# در دست دانته
در دست دانته (به انگلیسی: In the Hand of Dante) سومین رمان اثر نیک توشس است که در سال ۲۰۰۲ منتشر شد.

## داستان
این کتاب دو داستان مجزا را در هم آمیخته‌است، که اولی در قرن چهاردهم در ایتالیا و سیسیل با حضور دانته آلیگیری اتفاق می‌افتد، و دیگری در پاییز سال ۲۰۰۱ یک نسخه داستانی از نویسنده، نیک توشس، را به عنوان قهرمان داستان دربردارد. در طول داستان در حالی که داستان‌های تاریخی و مدرن متناوب می‌شوند، دانته تلاش دارد تا نگاشتن اثر بزرگ خود را به پایان برساند و بدین منظور به سفری برای دانش عرفانی به سیسیل می‌رود. در همین حال، توشس، به عنوان یک متخصص دانته، توسط تاجران بازار سیاه فراخوانده می‌شود تا صحت نسخه‌ای خطی از کمدی الهی را که ظاهراً توسط خود دانته نوشته شده‌است، را تأیید کند.
در بخش‌های مدرن کتاب، تامل‌هایی توسط توشس در مورد وضعیت نشر مدرن، بیهودگی شعر و نثر بیش از حد گلدار، ارجاع به کتاب‌های قبلی خود او (شامل قسمتی طولانی مستقیماً خارج از مقدمه The Nick Tosches Reader)، حملات ۱۱ سپتامبر و رولینگ استونز گنجانده شده‌است.

## اقتباس
جانی دپ، از طریق شرکت تولید خود اینفینیتم نیهیل، حقوق فیلم را برای این رمان در سال ۲۰۰۸ خریداری کرد. البته تا سپتامبر ۲۰۱۲، این هنوز یک پروژه گمانه زنی بود، اگرچه کارگردان جولیان اشنابل گزارش داد که با این بازیگر برای ساخت فیلمنامه ای با نقش دپ در نقش توشس کار می‌کند.
در سپتامبر ۲۰۲۳، اشنابل فاش کرد که اسکار آیزاک در نقش اصلی، جایگزین دپ شده‌است.
در اکتبر ۲۰۲۳، جیسون موموآ و جرارد باتلر به بازیگران اضافه شدند و تولید آن در همان ماه در ایتالیا بر اساس توافق موقت SAG-AFTRA آغاز شد.